# Virovsko, Vrața
Virovsko (în bulgară Вировско) este un sat în comuna Vrața, regiunea Vrața,  Bulgaria. 

## Demografie
Componența etnică a satului Virovsko
     Bulgari (83,88%)
     Romi (14,47%)
     Nicio identificare (1,64%)
     Altele (0%)
La recensământul din 2011, populația satului Virovsko era de 304 locuitori. Din punct de vedere etnic, majoritatea locuitorilor (83,88%) erau bulgari, cu o minoritate de romi (14,47%). Pentru 1,64% din locuitori nu este cunoscută apartenența etnică.